# 深衣

明代承天秀墓出土的深衣和幅巾，現藏於江陰博物館

深衣是一种記載於中國先秦時期、於漢代失傳後被宋朝學者朱熹重新復原的中國古代服飾，後來再傳至朝鮮，是自宋代以降，士庶在部份禮儀場合如冠禮、祭祀等，以及文人、儒者平日穿用的服飾。

## 得名
在《礼记正义· 深衣》中有提到其他的服饰的上衣和下裳均不相连，而「深衣」上衣和下裳相连，将整个身体均包裹在内，被体深邃，因此而被称作深衣。自古天子诸侯朝会服玄端，燕居服深衣。宋末金履祥认为深衣乃古代士大夫闲居之服，合于周礼"规矩准绳" ，并撰《深衣小传》。

## 復原的漢服深衣及其傳播

### 中國
深衣是一種記載於儒家經典《禮記》中相傳為先秦時代的天子和庶人所共同穿著的服飾、並於漢代失傳。北魏孝文帝推行漢化時曾嘗試按照經典的紀載進行復原，歷史上司馬光、朱熹、黃宗羲等人也都曾試圖進行復原。朱熹以後，深衣只是在儒者之間广泛穿着。到了明朝，深衣成为普遍的禮儀場合服飾。現存的明代深衣實物有張懋墓出土的深衣。

### 朝鮮
朝鮮王朝從明代傳入深衣，自此成為當地士大夫常穿的服飾，直至大韓帝國滅亡後，人們多穿西服，深衣漸漸只在特定場合出現。

## 考究
宋元歷史學家马端临在《文献通考》中提到，夏商周三代可考的服制中虽然有所變化，但是除了冕服之外，只有玄端（端衣）和深衣两者最廣為流传。玄端是自天子至士人均可穿着的，而深衣则是自天子至平民百姓均可穿着的。也是古代士人未得功名时所穿衣服。深衣裁制时加长了衣襟，穿着符合礼法，因此不论贵贱，不论身份地位均可以穿着，而没有等级之分。

## 相關文獻記載
《礼记》的《深衣》、《玉藻》两篇分别记载了对深衣的标准形制。首先，礼经中的深衣由苎麻布制成。幅宽二尺二寸。每匹大约45-60厘米宽，12米长。在《诗经·蜉蝣》中的“麻衣如雪”中，郑玄注：“麻衣，深衣也。”古时没有棉布，而“布”均指的是苎麻布，別名苧麻、青苧、紵。苎麻成布之后，需加灰锻濯漂白，制成白纻、白紵細布，然后成衣。《乐府白紵歌》曰：“质如轻云色如银，制以为袍余作巾。”中唐时“沤纻为缊袍”、“春衫裁白纻，朝帽挂乌纱。”。明代深衣用玉色，素带，素履，白靴。
《礼记正义·深衣》中有提到深衣最重要的特征为深衣的衣衽是由一幅布交解裁之，上尖下阔。內衽連于前右之衣，外衽連于前左之衣。并且衣襟边缘有勾边。也被称为青衿。唐宋学生所服。深衣的领型为斜襟方领。司马光指出应頸下別施一衿，映所交領，使之方正尺。但明代后期也出现了方形直襟领。如朝鲜儒学者朴世堂的深衣。衣领宽二寸。袖口广一尺二寸。衣缘用幅宽三寸黑繒，对折缝之，则广一寸半。
上衣用两幅布，对折，两幅布缝拢为后背中缝。理學家吴澄说深衣的裳是以六幅布裁为十二片制作的，象征一年十二个月中有六阴六阳。司马光依《礼记》作深衣、冠簪、幅巾、缙带。後期的深衣以此為基礎製作，有朱子深衣、江永深衣、明深衣等形制，常配搭幅巾。缁布冠亦用苎麻布，比深衣经纬密度大一倍。大帶广四寸。垂其余為紳，所以服深衣的士大夫又被称为士紳、縉紳、鄉紳。
- 朝鮮儒學者徐直修肖像
- 朝鮮儒學者尹拯
- 朝鮮儒學者李齊賢
- 李氏朝鮮儒學者宋時烈
- 朝鮮儒學者朴趾源
- 朝鮮儒學者權尚夏
- 朝鮮儒學者許穆
- 朝鮮儒學者金宗直
- 朝鮮儒學者韓石峰朝鮮儒學者韓石峰
- 江户儒學者藤原惺窩
- 江户儒學者林羅山